# Supercroisière

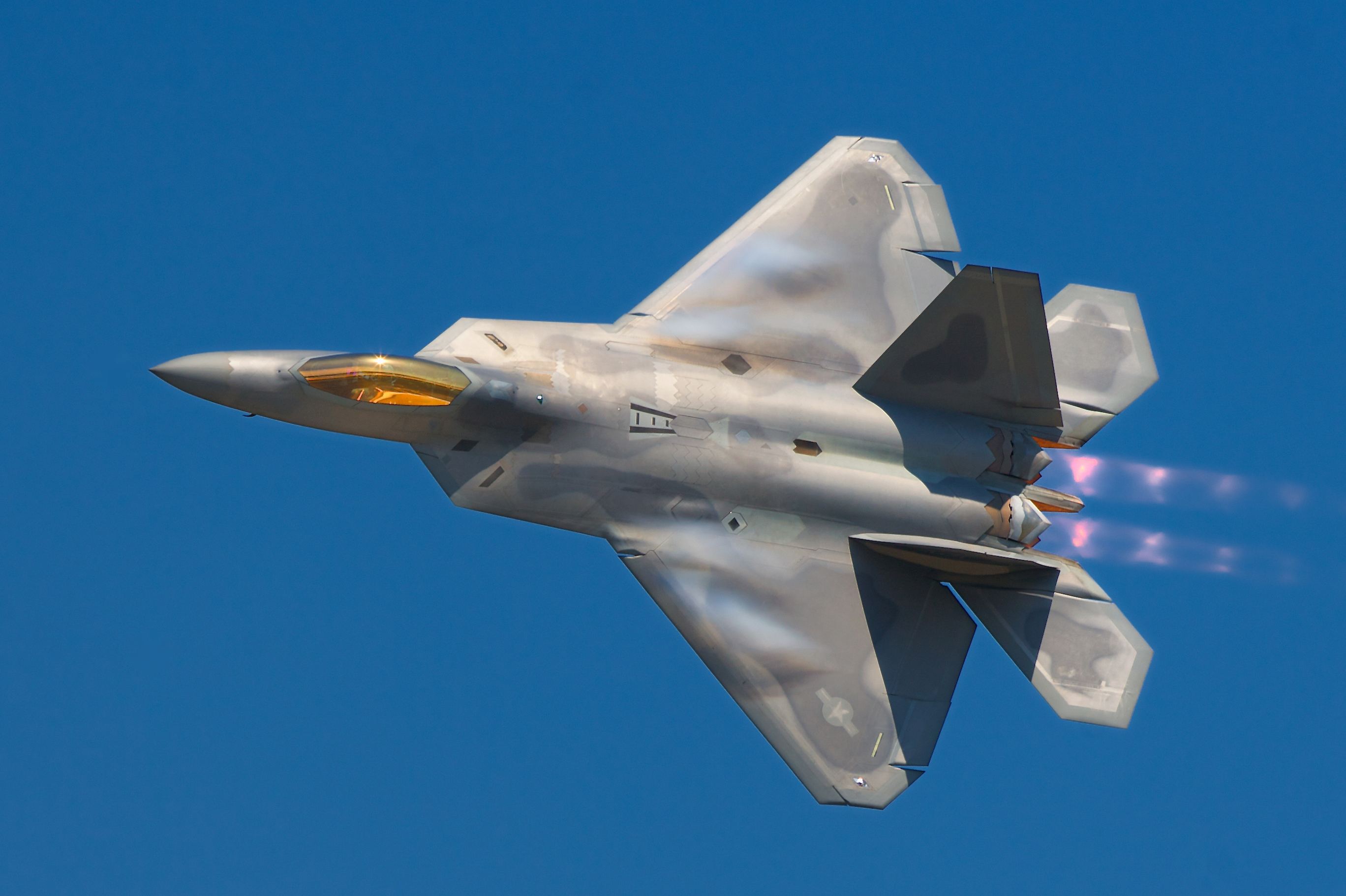
Le F-22 Raptor (ici en phase de postcombustion) est un exemple d'avion de chasse avec la capacité de supercroisière.

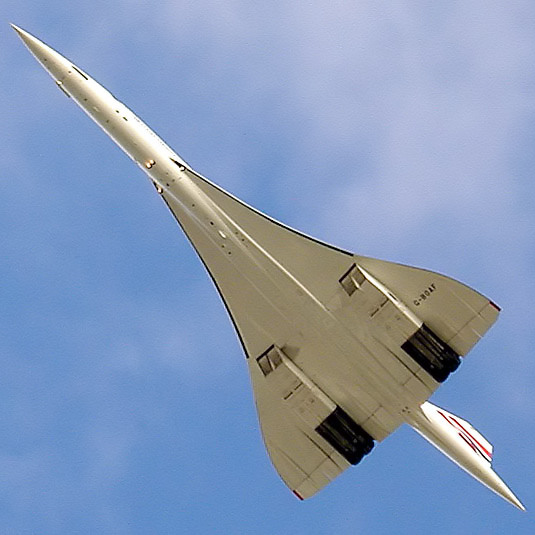
Le Concorde voyageait la plupart du temps en vitesse supersonique au dessus de l'Atlantique.

La supercroisière est la capacité d'un aéronef civil ou militaire à atteindre et à maintenir une vitesse de croisière supersonique sans avoir recours à la postcombustion, qui engendre une forte surconsommation de carburant ainsi qu'une énorme pollution sonore. La plupart des avions militaires ne sont pas capable de maintenir une vitesse supersonique continue. Ils dépassent la vitesse du son uniquement lors de courtes accélérations (souvent par postcombustion) pendant un vol à vitesse subsonique.
Un avion tel le SR-71 Blackbird a été spécifiquement construit pour rester à une vitesse supersonique avec la postcombustion activée. En effet, le moteur de cet avion (conçu pour voler à Mach 3.5 et 80 000 pieds) est un hybride entre un turboréacteur et un statoréacteur. 
Le plus célèbre exemple d'avion utilisant la supercroisière était le Concorde. Par son long service commercial, le Concorde a le record du temps passé en supercroisière ; il a passé plus de temps en supercroisière que tous les autres avions combinés.

## Avions avec capacité supercroisière

### En service
- Dassault Rafale
- Eurofighter Typhoon
- Gripen NG[1],[2]
- F-22 Raptor
- Soukhoï Su-57
- Su 35 S Flanker E

### Retirés du service

#### Militaire
- Mirage III
- English Electric Lightning
- SR-71 Blackbird
- A-12

#### Prototypes/expérimentaux
- YF-12
- BAC TSR-2
- General Dynamics F-16XL
- Northrop YF-23
- Lockheed YF-22

#### Civil
- Concorde[3]